# Glauco Mauri
Glauco Mauri (Pesaro, 1º ottobre 1930 – Roma, 28 settembre 2024) è stato un attore e regista teatrale italiano.

## Biografia
Personaggio di spicco del teatro italiano, Mauri si formò come attore nel 1949 all'Accademia nazionale d'arte drammatica diretta da Silvio D'Amico, avendo come maestri Orazio Costa, Sergio Tofano, Wanda Capodaglio.
Dopo il diploma, lavorò con importanti teatranti come Memo Benassi, Orazio Costa, Renzo Ricci, André Barsacq, Anna Proclemer, Giorgio Albertazzi, Luigi Vannucchi, Valeria Moriconi, Emanuele Luzzati, Mario Scaccia, Lilla Brignone, Gianni Santuccio, Enrico Maria Salerno.
Tra le sue interpretazioni teatrali più significative, spiccano quella di Smerdjakov ne I fratelli Karamazov di Dostoevskij, per la regia di André Barsacq, che già nel 1954 gli dette fama nazionale. Nel 1955 Lucio Ardenzi lo coinvolse in una tournée nell'America del Sud – Brasile, Argentina, Uruguay – organizzata con l'appoggio del ministero dello spettacolo; insieme a lui ci furono Luigi Vannucchi, Anna Proclemer, Giorgio Albertazzi, Renzo Ricci, Eva Magni, Tino Buazzelli, Davide Montemurri, Franca Nuti e Bianca Toccafondi. A parte il Re Lear di Shakespeare, che vedeva riuniti nello stesso spettacolo tutti gli attori principali della compagnia, il repertorio era tutto italiano: Corruzione al palazzo di giustizia di Ugo Betti, Beatrice Cenci di Alberto Moravia in prima mondiale, Il seduttore di Diego Fabbri. 
Per alcuni anni, lavorò con la Compagnia Proclemer-Albertazzi.

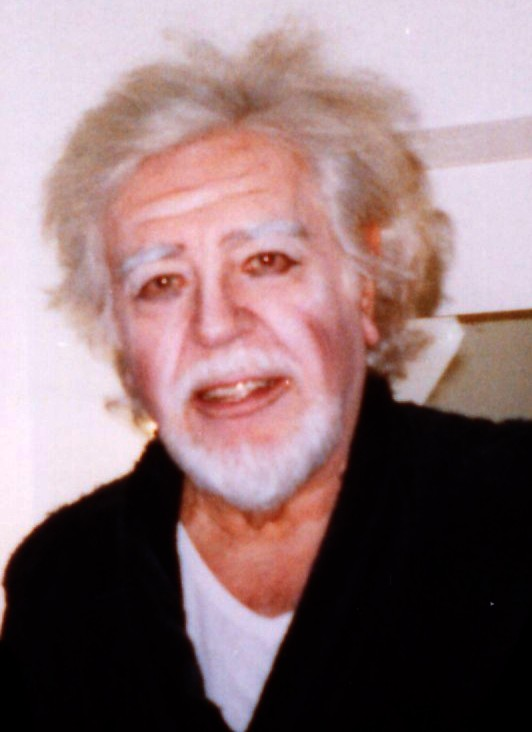
Glauco Mauri durante l'allestimento de Il bugiardo di Goldoni (2008)

Nel 1961 fondò con Valeria Moriconi, Franco Enriquez, Emanuele Luzzati (in seguito entrerà a farne parte anche Mario Scaccia) la "Compagnia dei Quattro", che sarà una formazione fondamentale per il teatro italiano.
Importante la sua partecipazione a lavori televisivi della Rai, sia nelle commedie sia nelle tragedie classiche e negli sceneggiati, con oltre sessanta lavori a partire dall'inizio delle trasmissioni, nel 1954; anche nella prosa radiofonica Rai saranno frequenti le sue presenze davanti ai microfoni, sia nella compagnia di Radio Roma sia in quella di Milano.
Dopo aver fatto parte, nel 1971, del cast dello sceneggiato televisivo I Buddenbrook, alla Biennale di Venezia del 1972 Luca Ronconi lo diresse nello storico allestimento dell'Orestea di Eschilo nel quale Mauri fu protagonista.
Nel 1977 diede la voce al personaggio del governatore Tarkin, interpretato da Peter Cushing nel film Guerre stellari.
Nel 1981, con Roberto Sturno, attore legato a Mauri da un lungo sodalizio artistico, fondò la Compagnia Mauri-Sturno, con la quale propose un vasto repertorio di autori classici, Sofocle, Shakespeare, Molière, Goethe, Cechov, Pirandello, Brecht e autori contemporanei, fra cui Beckett, Muller, Mamet, Schmitt, Shaffer.
Tra i tanti allestimenti in cui Mauri fu protagonista, si ricordano anche Rinoceronte di Eugène Ionesco, Edipo re di Sofocle, Re Lear, La bisbetica domata, Il mercante di Venezia, Tito Andronico, Riccardo III, La tempesta di William Shakespeare, Faust di Goethe, Don Giovanni di Molière, I demoni di Dostoevskij, Enrico IV di Pirandello, Volpone di Ben Jonson, Il bugiardo di Carlo Goldoni, Il canto del cigno di Anton Čechov.
Come regista d'opera, allestì per due volte Macbeth di Giuseppe Verdi. La prima ebbe luogo nel 1996 come inaugurazione della stagione lirica del Teatro Comunale di Treviso (direttore d'orchestra Donato Renzetti) e la seconda nel 1998, al Teatro San Carlo di Napoli (direttore d'orchestra Gustav Khunn). Seguirono numerose altre regie, da Re Lear a Delitto e castigo, da La tempesta a Quello che prende gli schiaffi.
Lavorò anche nel cinema: da ricordare i ruoli in La Cina è vicina di Marco Bellocchio, in Profondo rosso di Dario Argento, e in Ecce bombo di Nanni Moretti.
Mauri era Grande Ufficiale dell'Ordine al Merito della Repubblica Italiana e venne insignito della cittadinanza onoraria del comune di Pesaro il 12 gennaio 2009.
È morto a Roma il 28 settembre 2024, tre giorni prima del suo 94º compleanno.

## Vita privata
Dichiaratamente bisessuale, non si sposò mai né ebbe figli. Prima di acquistare un appartamento nel centro di Roma, visse per molti anni in albergo.

## Teatro

Glauco Mauri in Orestea (1972)

- Macbeth, regia di Orazio Costa (1952)
- La dodicesima notte, regia di Renato Castellani (1954)
- I fratelli Karamazov di Dostoevskij, regia di Memo Benassi (1954)
- Re Lear, regia di Franco Enriquez (1955)
- Racconto d'inverno, regia di Alberto Casella (1956)
- La tempesta, regia di Franco Enriquez (1957)
- La bisbetica domata, regia di Daniele D'Anza (1958)
- Molto rumore per nulla, regia di Alessandro Brissoni (1958)
- Le allegre comari di Windsor, regia di Pietro Sharoff (1959)
- Sogno di una notte di mezza estate, regia di Mario Ferrero (1960)
- Pene d'amor perdute, regia di Franco Enriquez (1961)
- L'ultimo nastro di Krapp di Samuel Beckett, regia di Franco Enriquez (1961)
- Sogno di una notte di mezza estate, regia di Franco Enriquez (1962)
- La bisbetica domata, regia di Franco Enriquez (1962)
- La tempesta, regia di Beppe Menegatti (1963)
- I due gentiluomini di Verona, regia di Giorgio De Lullo (1963)
- Troilo e Cressida, regia di Luigi Squarzina (1964)
- Giulio Cesare, regia di Sandro Bolchi (1964)
- Riccardo II, regia di Gianfranco De Bosio (1966)
- Come vi piace, regia di Franco Enriquez (1966)
- Il mercante di Venezia, regia di Franco Enriquez (1967)
- Tito Andronico, regia di Aldo Trionfo (1967)
- Il misantropo di Moliere, regia di Robert Mollien, 1967
- Bouvard e Pécuchet, da Flaubert, regia di Giovanni Pampiglione (1968)
- Golem, regia di Alessandro Fersen (1969)
- Macbeth, regia Franco Enriquez (1971)
- Orestea, regia di Luca Ronconi (1972)
- La bisbetica domata, regia di Franco Enriquez (1974)
- I quaderni di conversazione di Ludwig van Beethoven, scritto e diretto da Glauco Mauri (1974)
- Verso Damasco di August Strindberg (1978)
- La dodicesima notte, regia di Aldo Trionfo (1979)
- Riccardo III, regia di Antonio Calenda (1979)
- Macbeth, regia di Egisto Marcucci (1980)
- Il signor Puntila e il suo servo Matti, regia di Egisto Marcucci (1981)
- Perdonèm o popol mia, regia di Egisto Marcucci (1982)
- Edipo re - Edipo a Colono, regia di Glauco Mauri (1982)
- Filottete, Philoktet di Heiner Müller, regia di Glauco Mauri (1983)
- Re Lear, regia di Glauco Mauri (1984)
- La dodicesima notte, regia di Marco Sciaccaluga (1985)
- Faust, regia di Glauco Mauri (1986)
- I re, i buffoni e l'amore, regia di Glauco Mauri (1986)
- Una vita nel teatro di David Mamet (1987)
- Il canto del cigno, regia di Nanni Garella (1987)
- Sogno di una notte di mezza estate, regia di Glauco Mauri (1988)
- Don Giovanni, regia di Glauco Mauri (1989)
- Dal silenzio al silenzio, regia di Glauco Mauri (1990)
- Senza voce, tra le voci - rinchiuse con me, regia di Franco Però (1990)
- Tutto per bene, regia di Guido De Monticelli (1991)
- Riccardo II, regia di Glauco Mauri (1991)
- Il canto dell'usignolo, regia di Glauco Mauri (1992)
- Oblomov (Gončarov), regia di Furio Bordon (1992)
- Anatol, regia di Furio Bordon (1993)
- L'idiota, regia di Glauco Mauri (1993)
- Edipo re - Edipo a Colono, regia di Glauco Mauri (1995)
- La tempesta di William Shakespeare, regia di Glauco Mauri, Verona (1995)
- Enrico IV, regia Maurizio Scaparro (1998)
- Il rinoceronte, regia di Glauco Mauri (1998)
- Re Lear, regia di Glauco Mauri (1999)
- Variazioni enigmatiche, regia di Glauco Mauri (2000)
- Volpone, regia di Glauco Mauri (2002)
- Il bugiardo, regia Glauco Mauri (2003)
- Delitto e castigo, regia Glauco Mauri (2005)
- Faust, regia di Glauco Mauri (2007)
- Il Vangelo secondo Pilato, regia di Glauco Mauri (2008)
- L'inganno di Anthony Shaffer, regia di Glauco Mauri (2010)
- Quello che prende gli schiaffi di Leonid Nikolaevič Andreev, regia di Glauco Mauri (2011)
- Una pura formalità, regia di Glauco Mauri (2013)
- Finale di partita di Samuel Beckett, regia di Andrea Baracco (2017)
- Re Lear, regia di Andrea Baracco (2022)
- Manfred di Robert Schumann, direttore Michele Mariotti (2023)
- Interno Bernhard - Minetti. Ritratto di un artista da vecchio, regia di Andrea Baracco (2024)
- De Profundis, regia di Glauco Mauri (2024)

## Filmografia

Glauco Mauri in La Cina è vicina (1967)

- La costanza della ragione, regia di Pasquale Festa Campanile (1964)
- La Cina è vicina, regia di Marco Bellocchio (1967)
- Brecht in America, regia di Marco Parodi (1971)
- L'ospite, regia di Liliana Cavani (1972)
- Profondo rosso, regia di Dario Argento (1975)
- Ecce bombo, regia di Nanni Moretti (1978)

## Prosa televisiva Rai
- Sulla via maestra, regia di Mario Ferrero, trasmessa il 5 maggio 1954.
- Pane altrui di Ivan Turgenev, regia di Tatiana Pavlova, trasmessa il 22 giugno 1956.
- La fiaccola sotto il moggio, regia di Alberto Casella, trasmessa il 27 luglio 1956.
- La bisbetica domata di William Shakespeare, regia di Daniele D'Anza, 3 ottobre 1958.
- I masnadieri di Friedrich Schiller, regia di Anton Giulio Majano, trasmesso il 2 ottobre 1959.
- Atalia di Jean Racine, regia di Mario Ferrero, trasmessa il 13 maggio 1964.
- Corruzione al Palazzo di giustizia di Ugo Betti, regia di Ottavio Spadaro (1966)
- La locandiera di Carlo Goldoni, regia di Franco Enriquez (1966)
- Coralba, regia di Daniele D'Anza (1970)
- Qualcuno bussa alla porta, episodio: Il pacco, trasmesso l'11 dicembre 1970.
- I Buddenbrook, regia di Edmo Fenoglio (1971)
- I demoni, dal romanzo omonimo di Fëdor Dostoevskij, regia di Sandro Bolchi, trasmesso in 5 puntate dal 20 febbraio al 19 marzo 1972.
- Il giudice e il suo boia, regia di Daniele D'Anza (1972)
- Macbeth, regia di Franco Enriquez (1975)
- Orestea di Eschilo, regia di Luca Ronconi (1975)
- L'agente segreto di Joseph Conrad, regia di Antonio Calenda (1978)
- Giuditta di Carlo Terron, regia di Davide Montemurri, trasmesso nel mese di ottobre dell'anno 1978.
- I vecchi e i giovani, regia di Marco Leto (1979)

## Prosa radiofonica Rai
- Processo di famiglia di Diego Fabbri, regia di Alessandro Brissoni, trasmessa il 16 maggio 1955.
- Non si muore soli, radiodramma di Alfred Andersch, regia di Sandro Bolchi, trasmesso il 14 febbraio 1960.
- Valoria, commedia di Massimo Bontempelli, regia di Ruggero Jacobbi, trasmessa il 22 settembre 1963.
- La scatola, commedia di Luciano Codignola, regia di Andrea Camilleri, trasmessa il 15 dicembre 1963.

## Doppiaggio
- Laurence Olivier ne Il maratoneta, Sherlock Holmes: soluzione settepercento, I ragazzi venuti dal Brasile
- Ned Beatty in Quinto potere
- Peter Cushing in Guerre stellari

## Riconoscimenti
- Premio Flaiano Sezione teatro
  - 1998[13] – Alla carriera

- Premio Ubu
  - 1981/1982 – Migliore attore per Il signor Puntila e il suo servo Matti di Bertolt Brecht